# Wilhelm Huber (Architekt)
Wilhelm Huber (* 1954 in Kempten) ist ein deutscher Architekt.

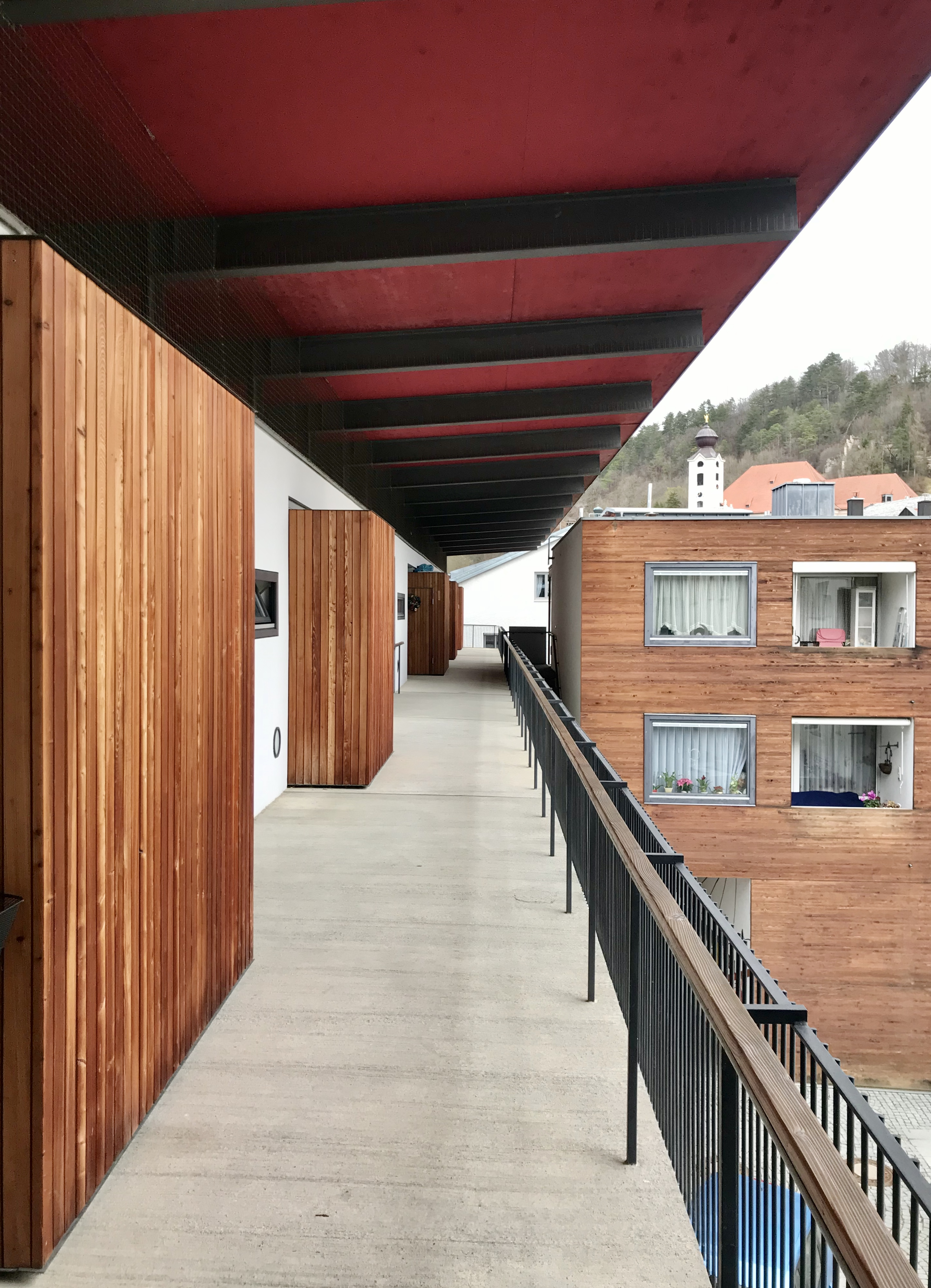
Caritas-Pirckheimer-Haus, Eichstätt

## Werdegang
Willi Huber begann 1971 mit einer zweijährigen Bauzeichnerlehre. Darauf folgte von 1976 bis 1980 ein Architekturstudium an der Fachhochschule in München, unter anderem bei Hubert Caspari und Werner Fauser. Nach seinem Abschluss arbeitete er von 1980 bis 1985 im Büro von Werner Fauser in München und in Kempten bei Zwerch Girsberger. Danach folgten vier Jahre bei Karljosef Schattner im Diözesan- und Universitätsbauamt Eichstätt. 1989 eröffnete Huber sein eigenes Büro mit seiner Frau Maria in Kempten. Sie arbeitete zwischen 1976 und 1979 bei Franz Ruf in München. Zwei Jahre nach Büroeröffnung wurde Wilhelm Huber in den Bund Deutscher Architekten berufen. Seit 2015 führen Willi und Maria Huber das Büro mit ihrem Sohn Felix Huber in Kempten.
Kontroversen löste 2014 sein aufwendiger Entwurf für einen neuen Sakramentsaltar im Augsburger Dom aus. Er wurde dann 2016 in vereinfachter Form realisiert.
Lehrtätigkeit und Gestaltungsbeiräte
Zwischen 1997 und 2005 hatte Huber Lehraufträge an der Fachhochschule München und der Fachhochschule Augsburg inne. Zwischen 2005 und 2008 war er Lehrbeauftragter für Sakrales Bauen an der Hochschule München. Von 2006 bis 2009 war Huber Mitglied im Gestaltungsbeirat der Stadt Tübingen und von 2011 bis 2014 war er Mitglied im Gestaltungsbeirat der Stadt Biberach.

## Bauten

Studentenwohnheim, Ingolstadt

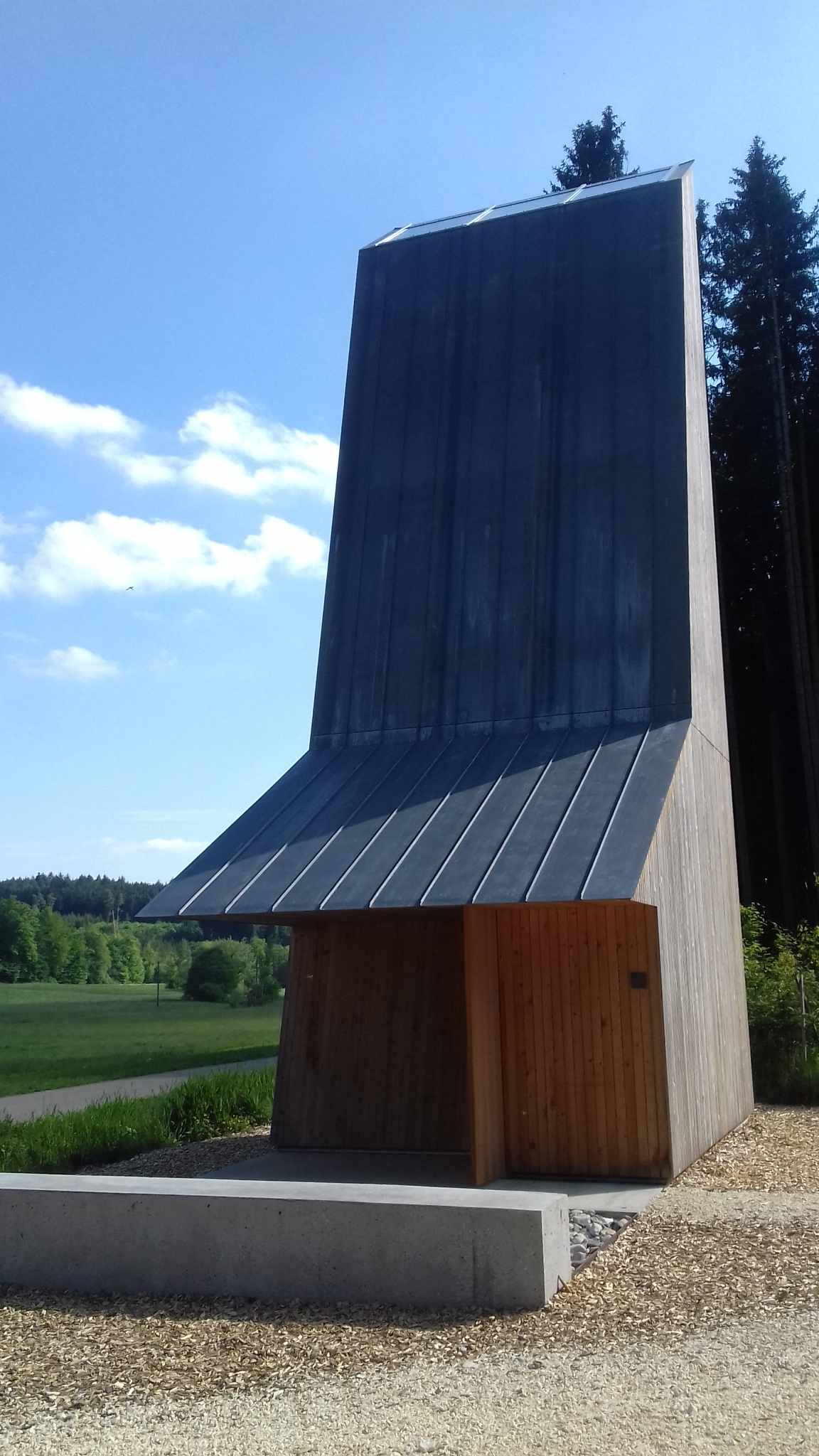
Huber-Kapelle, Emersacker

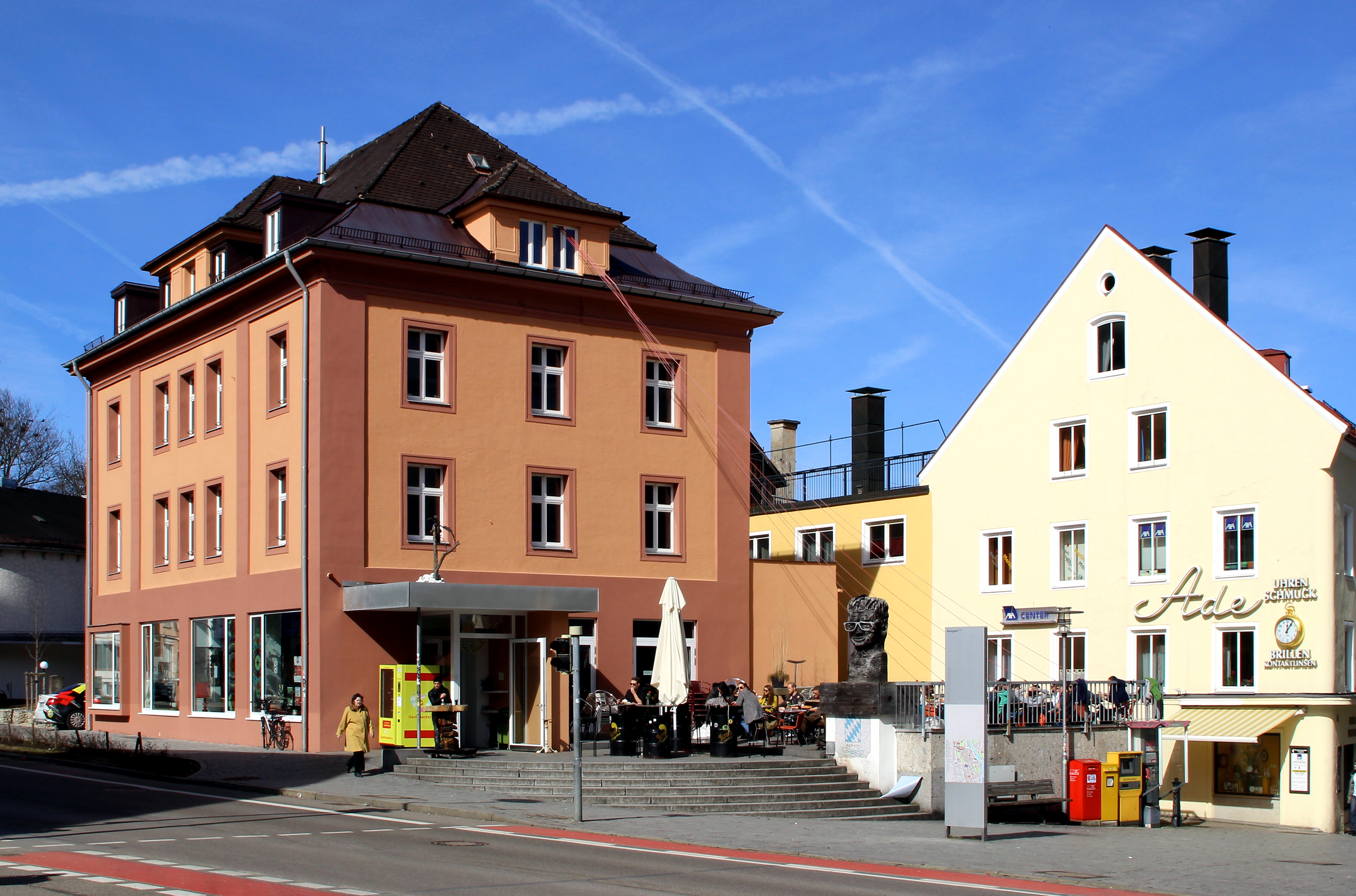
Künstlerhaus Kempten

Bauwerke von Huber wurden unter anderem von Architekturfotografen Peter Bonfig und Jens Weber dokumentiert. Beteiligte Künstler am Bau waren u. a. Alf Setzer und Christian Hörl.
Als Mitarbeiter im Diözesanbauamt Eichstätt:
- 1985–1988: Mensa der Katholischen Universität, Eichstätt

Eigene Arbeiten mit Maria Huber:
- 1985–1988: Umbau Haus Rindfleisch, Eichstätt mit Karljosef Schattner
- 1989–1992: Kreisalten- und Pflegeheim, Bad Wörishofen
- 1993–1994: Geschäftshaus Heim, Durach mit Erich Kessler
- 1992–1995: Caritas-Pirckheimer-Haus, Eichstätt mit Erich Kessler[7]
- 1993–1995: ZUM, Kempten
- 1994–1996: Haus Huber mit Büro, Leiterberg (Landschaftsarchitektur: Felix Huber)
- 1994–1996: Wallmeisterhaus, Ulm mit Karljosef Schattner und Dieter Kienast
- 1999: Umbau Praxis Dr. Diener, Eichstätt
- 1993–2001: Erweiterung Hörgeräte Egger, Kempten
- 1999–2002: Studentenwohnheim, Ingolstadt
- 2000–2002: Umbau Mühle, Biberbach
- 2009–2012: Um- und Neubau Realschule an der Salzstraße, Kempten
- 2009–2012: Bürogebäude „S4 Gebäude an der Stadtmauer“, Kempten
- 2013–2014: Sanierung Künstlerhaus Kempten
- 2014–2016: Sakramentsaltar im Augsburger Dom, Augsburg[8]
- 2017: Huber-Kapelle, Emersacker[9]
- 2020: Schülerheim Bayernkolleg, Augsburg mit Norbert Diezinger

Arbeiten von Felix Huber:
- 2019: Haus Schwab, Grafrath[10]

## Auszeichnungen und Preise
Wilhelm Huber:
- 1997: BDA-Preis Bayern für Seniorenwohnanlage, Eichstätt
- 2001: Architekturpreis Ziegelforum für Umbau und Erweiterung Hörgeräte Egger, Kempten
- 2002: Thomas Wechs Preis für Erweiterung Hörgeräte Egger
- 2015: Thomas Wechs Preis für Bürogebäude „S4 Gebäude an der Stadtmauer“, Kempten[11]

Felix Huber:
- 2021: Engere Wahl – Max40 – Junge Architektinnen und Architekten für Haus Schwab, Grafrath
- 2022: Nominierung DAM Preis für Haus Schwab, Grafrath

## Ausstellungen
- 2006: Kunsthalle, Kempten

## Belege
1. ↑  Edition Schwaben: edition schwaben | Auf Zimmerlautstärke. Abgerufen am 27. August 2020.
2. ↑  Kritik an kostspieligem Altar im Augsburger Dom augsburger-allgemeine.de
3. ↑  Ein Hauch von Limburg sueddeutsche.de
4. ↑  Umstrittener neuer Altar ersetzt Sakramentsaltar
5. ↑  Büro. 16. Juni 2017, abgerufen am 20. Juli 2020 (englisch).
6. ↑  Archiweb - Housing for the Eldely in Eichstätt. Abgerufen am 4. Mai 2021 (englisch).
7. ↑  Stadtsanierung in Eichstätt: öffentlich geförderte Objekte seit 1980. Andreas Josef Mühlbauer, 1982, abgerufen am 26. November 2020.
8. ↑  Spirituelle Landmarken. In: Augsburger Allgemeine vom 6. Juli 2018
9. ↑  Ein Ort der Stille, der provoziert augsburger-allgemeine.de
10. ↑  Felix Huber – Haus Schwab. Bund Deutscher Architekten, abgerufen am 2. Dezember 2021.
11. ↑  thomas wechs preis 2021: thomas wechs preis. Abgerufen am 9. Juli 2022.

| Personendaten    | Personendaten       |
| ---------------- | ------------------- |
| NAME             | Huber, Wilhelm      |
| KURZBESCHREIBUNG | deutscher Architekt |
| GEBURTSDATUM     | 1954                |
| GEBURTSORT       | Kempten             |